# Michal Smola
Michal Smola, född 21 december 1981. Tjeckisk orienterare som tävlar för IFK Mora OK.
Hans främsta meriter är silvermedaljen på medeldistansen vid VM 2008 och tre guld på JVM.